# Let's Face the Music
| Recensione | Giudizio |
| ---------- | -------- |
| AllMusic   | [ 1 ]    |

Let's Face the Music è il sesto album in studio di Shirley Bassey, pubblicato nel 1962 e arrangiato da Nelson Riddle.

## Storia
Kenneth Hume, marito e manager di Shirley Bassey, scrisse le note di copertina di questo album, in cui illustra come questo album nacque: "Quando Vic Lewis prenotò Nelson Riddle per un tour con Shirley, eravamo tutti molto entusiasti; eravamo grandi fan di Nelson Riddle da molto tempo... quindi quando qualcuno suggerì loro di fare un LP insieme, abbiamo pensato che ciò non sarebbe stato possibile, ricordando che Nelson era sotto contratto con un'altra casa discografica". All'epoca Nelson Riddle era sotto contratto con la Capitol Records, quindi il produttore di Bassey, Norman Newell, si assicurò i suoi servizi per un album. Durante il tour, Bassey, Riddle e il direttore musicale di Bassey, Raymond Long, discussero su come sarebbe potuto diventare l'album. Poco dopo il completamento del tour, iniziarono le sessioni di registrazione.
Questo album fu pubblicato negli Stati Uniti come Shirley Bassey Sings The Hit Song From "Oliver!" attraverso l'etichetta United Artists, con un elenco di brani leggermente diverso e registrazioni alternative. "I Can't Get You Out of My Mind" fu sostituito da "As Long As He Needs Me", e "Imagination", "All of Me" e "All the Things You Are" appaiono su Oliver! in versioni alternative. Le versioni alternative non sono ancora state rilasciate nel Regno Unito e non sono ancora disponibili su CD.
L'album del Regno Unito fu ristampato nel 1971 come What Now My Love attraverso l'etichetta EMI Music For Pleasure (MFP) e raggiunse il n°17 nelle classifiche degli album britanniche.
L'album originale fu pubblicato sia in mono che stereo. La versione stereo di questo album fu pubblicata su CD nel 1999 dalla EMI . L'album fu ristampato su CD (7243 4 732226 2 4) dalla EMI nel 2004 come parte della serie "60s 2on1" - con 2 album su 1 CD. L'album fu abbinato all'album Shirley del 1961. Tuttavia, per questa ristampa, a causa delle restrizioni temporali di collocazione di 2 album su un singolo CD, "I Should Care" e "The Second Time Around" di Let's Face the Music furono omessi.

## Tracce
Versione degli UK.
Lato A
1. "Let's Face the Music and Dance" (Irving Berlin) – 3:11
2. "I Should Care" (Sammy Cahn, Axel Stordahl, Paul Weston) – 3:58
3. "Let's Fall in Love" (Harold Arlen, Ted Koehler) – 3:08
4. "The Second Time Around" (Cahn, Jimmy Van Heusen) – 4:34
5. "Imagination" (Johnny Burke, Van Heusen) – 4:04 (La versione degli UK è diversa da quella degli USA)
6. "All the Things You Are" (Oscar Hammerstein, Jerome Kern) – 3:10 (La versione degli UK è diversa da quella degli USA)

Lato B
1. "I Get a Kick Out of You" (Cole Porter) – 2:52
2. "Everything I Have Is Yours" (Harold Adamson, Burton Lane) – 3:16
3. "Spring Is Here" (Lorenz Hart, Richard Rodgers) – 4:03
4. "All of Me" (Gerald Marks, Seymour Simons) – 2:48 (La versione degli UK è diversa da quella degli USA)
5. "I Can't Get You Out of My Mind" (Victor Lewis) – 3:42 (Non presente nella versione degli USA)
6. "What Now My Love" (Gilbert Bécaud, Pierre Leroyer, Carl Sigman) – 2:54

Versione degli USA.
Lato A
1. "As Long As He Needs Me" (Lionel Bart) – 2:58 (Non presente nella versione degli UK)
2. "I Get a Kick Out of You" (Cole Porter) – 2:46
3. "Everything I Have Is Yours" (Harold Adamson, Burton Lane) – 3:06
4. "Spring Is Here" (Lorenz Hart, Richard Rodgers) – 3:55
5. "All of Me" (Gerald Marks, Seymour Simons) – 2:42 (Alternate U.S. Version)
6. "What Now My Love" (Gilbert Bécaud, Pierre Leroyer, Carl Sigman) – 2:50

Lato B
1. "Let's Face the Music and Dance" (Irving Berlin) – 3:05
2. "I Should Care" (Sammy Cahn, Axel Stordahl, Paul Weston) – 3:55
3. "Let's Fall in Love" (Harold Arlen, Ted Koehler) – 3:03
4. "The Second Time Around" (Cahn, Jimmy Van Heusen) – 4:30
5. "Imagination" (Johnny Burke, Van Heusen) – 2:29 (Alternate U.S. Version)
6. "All the Things You Are" (Oscar Hammerstein, Jerome Kern) – 2:54 (Alternate U.S. Version)

## Staff
- Shirley Bassey - voce
- Nelson Riddle - arrangiatore, direttore
- Nelson Riddle Orchestra - Orchestra